# 1859 Kovalevskaya
1859 Kovalevskaya eller 1972 RS2 är en asteroid i huvudbältet som upptäcktes den 4 september 1972 av den sovjetisk-ryska astronomen Ljudmila Zjuravljova vid Krims astrofysiska observatorium på Krim. Den har fått sitt namn efter den ryska författaren och matematikern Sofja Kovalevskaja.
Asteroiden har en diameter på ungefär 44 kilometer.